# Иван Орлински
Иван Павлович Орлински (на руски: Иван Павлович Орлинский) е офицер, майор, от Руската императорска армия, участник в Руско-турската война (1877 – 1878).

## Биография
По време на Руско-турската война майор Орлински служи в 4-ти Мариуполски хусарски полк. Орлински командва ескадрон на полка, който на 2 януари (14 януари нов стил) освобождава град Дупница.
На следния месец Орлински командва руския отряд, овладял 12 февруари 1878 година град Горна Джумая. Става командир на гарнизона в града и подпомага организирането на Кресненско-Разложкото въстание, както и дейността на въстаниците.
Майор Орлински умира от тиф в Горна Джумая в началото на 1879 година. Погребан е в двора на църквата „Въведение Богородично“, където му е издигнат паметник. По-късно тленните му останки са пренесени в Русия.